# Il silenzio (album Nini Rosso 1971)
Il silenzio è una compilation del trombettista italiano Nini Rosso pubblicato dalla Durium - serie Start (catalogo MD.A 147 e LPS 40.005), nel 1971 su audiocassetta e nel 1977, su LP.
L'omonimo brano che apre l'album è un riadattamento del "Silenzio fuori Ordinanza", suonato nelle caserme, con la collaborazione del mº Willy Brezza.

## Tracce

### Lato A
1. Il silenzio – 3:03 (trascr.: Nini Rosso, Willy Brezza; edizioni musicali Sprint)
2. La Montanara – 2:36 (musica: Toni Ortelli; edizioni musicali F.lli Pedrotti)
3. Vitti 'na crozza – 2:37 (musica: Franco Li Causi – trascr.: Nini Rosso, Christian Bruhn; edizioni musicali Durium-Intro)
4. Il volo del calabrone – 2:28 (musica: Nikolaj Andreevič Rimskij-Korsakov – trascr.: Leo Chiosso, Nini Rosso; edizioni musicali Durium)
5. O mein Papa – 2:37 (musica: Paul Burkhard; edizioni musicali Accordo)
6. Manhã de Carnaval – 3:56 (musica: Luiz Bonfá; edizioni musicali Ritmi e Canzoni)

Durata totale: 17:17

### Lato B
1. Giochi proibiti (dal film omonimo) – 2:03 (musica: anonimo; edizioni musicali Mondia Music)
2. Santo Domingo – 3:30 (Felice Piccarreda, Peter Poll, Rudi Lindt; edizioni musicali Durium)
3. La playa – 3:19 (musica: Jo Van Wetter; edizioni musicali Worldmusic)
4. Deguello (dal film Un dollaro d'onore) – 2:25 (musica: Dimitri Tiomkin; edizioni musicali RRR)
5. Serenata (dal Canto del Cigno) – 3:03 (musica: Franz Schubert – trascr.: Franco Cassano, Nini Rosso; edizioni musicali Durium)
6. Ballata indiana (Wigwam) – 3:03 (musica: Bob Dylan; edizioni musicali RCA)

Durata totale: 17:23